# 龙丰街道
龙丰街道，是中华人民共和国广东省惠州市惠城区下辖的一个乡镇级行政单位。为惠州市惠城区政府驻地。

## 行政区划
龙丰街道下辖以下地区：
大岭社区、黄塘社区、飞鹅岭社区、花园水社区、新联社区、金峰社区和共联村。

## 交通
- 京九铁路、惠大铁路：惠州西站